# 津野親忠
津野親忠（つの ちかただ，1572年—1600年11月4日），日本安土桃山時代的武將，長宗我部元親的三男。

## 略歷
元龜3年（1572年）誕生，1585年，元親進攻津野氏，擊敗津野勝興後，親忠被送去當勝興的養子，並繼承津野氏，後來成爲津野氏的當主。
天正13年（1585年），在秀吉的四國征伐後，元親戰敗，親忠被父親送給豐臣秀吉作為人質。
天正14年（1586年），兄長信親於戶次川之戰戰死，親忠被捲入了長宗我部家的家督爭奪戰，因為久武親直的讒言，認為親忠在當人質期間，與藤堂高虎過從甚密，引起元親懷疑，此外，元親殺害次男香川親和，將親忠的弟弟長宗我部盛親立為家督。慶長4年（1599年），親忠被元親下令幽禁。
慶長5年（1600年）的關原之戰，盛親加入了西軍，西軍戰敗後，盛親本可通過井伊直政向德川家康謝罪而獲得領地安堵，但是由於久武親直向盛親進讒言：「親忠與藤堂高虎密謀奪取土佐半國的支配權。」故盛親立即回國將幽禁的兄長親忠殺害，親忠享年29歲。家康知悉後，以盛親「殺害兄長」為由沒收盛親的所有領地。